# Beit Ha'Chidush

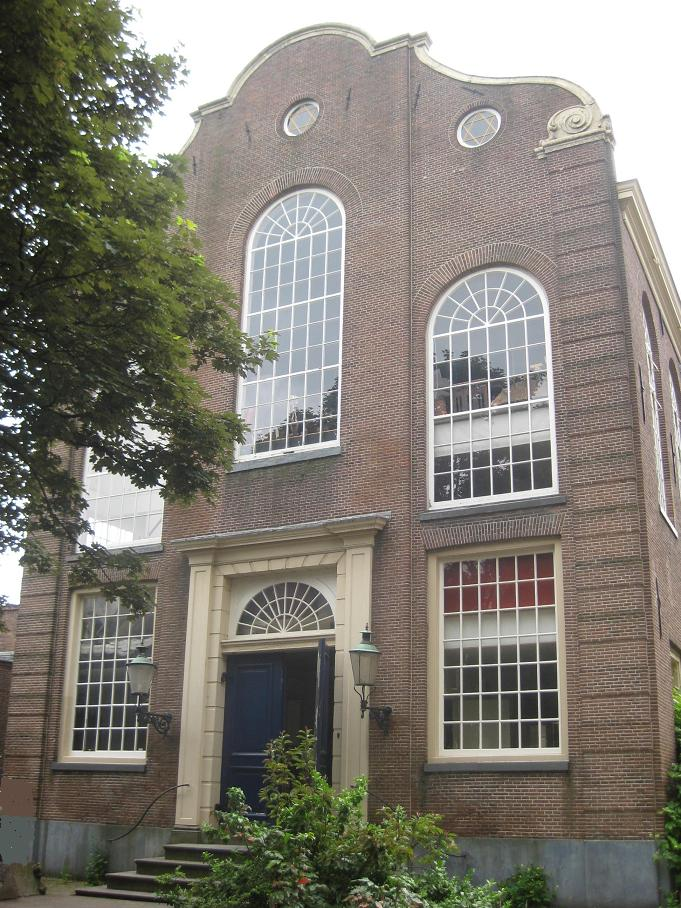
Uilenburger synagoge

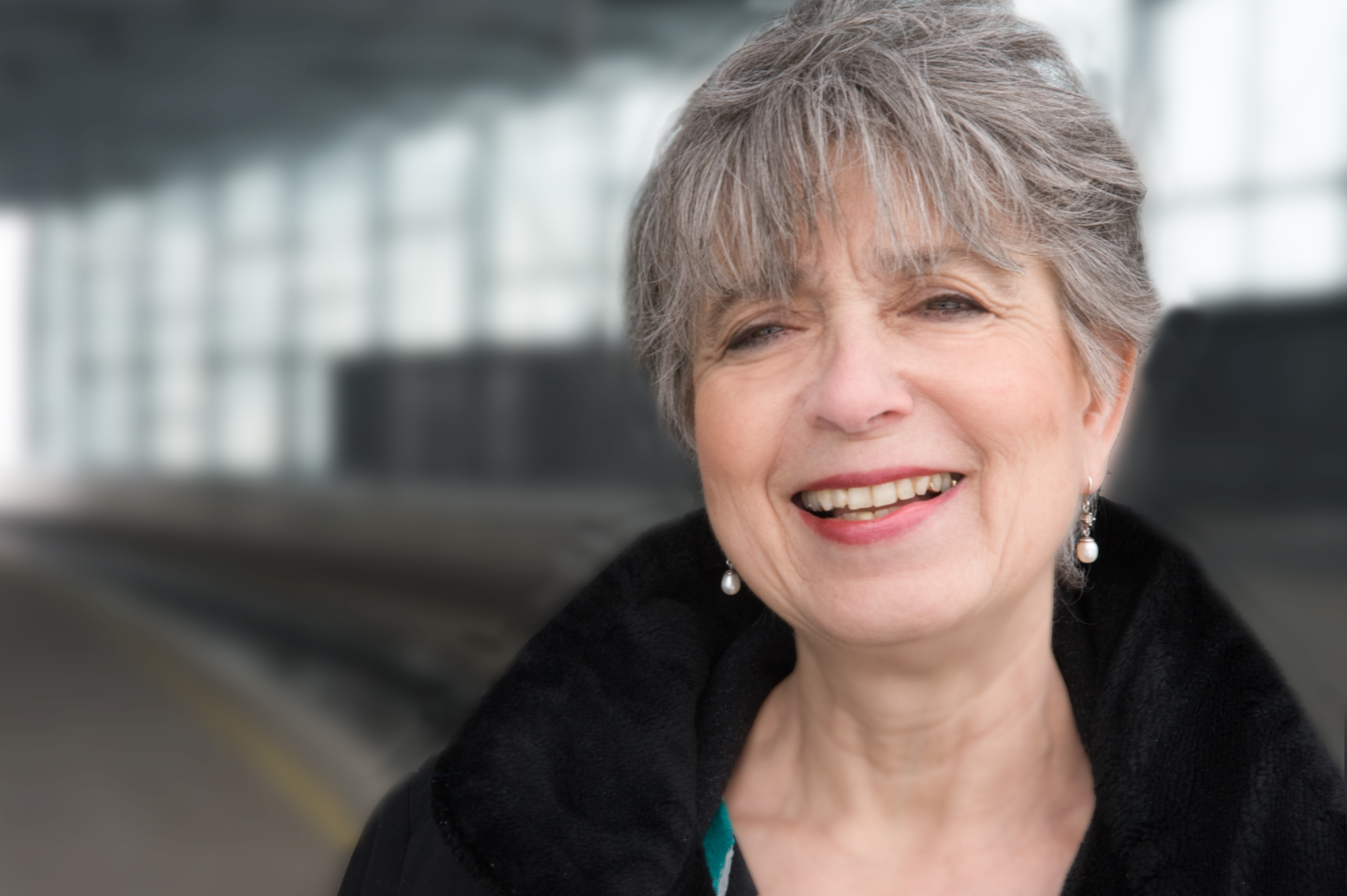
Tamarah Benima

Beit Ha'Chidush (Hebreeuws voor: Huis van Vernieuwing; soms afgekort als BHC) is een Nederlandse liberaal joodse gemeente. Het is een vereniging opgericht in 1995 door Joden met een seculiere of religieuze achtergrond die kozen voor een toegankelijk, veelkleurig en vernieuwend Jodendom. Beit Ha’Chidush is een onafhankelijke modern-Joodse gemeente voor iedereen met een Joodse achtergrond, zowel van vaders- als van moederszijde. BHC vormt een gemeenschap op basis van gelijkwaardigheid en inclusiviteit.

## Karakter en organisatie
Beit Ha'Chidush put uit traditionele en moderne Joodse bronnen. Inspiratie wordt gezocht in de Torah, de Talmoed, en bij hedendaagse vernieuwingsgezinde denkers en groepen in Europa, Israël en de Verenigde Staten, zoals de  Reconstructionisten, Jewish Renewal, Liberal Judaism in Groot-Brittannië  en in het Humanistisch jodendom.  Al vanaf de oprichting in 1995 kreeg Beit Ha’Chidush steun van vele vooruitstrevende rabbijnen in Europa en de Verenigde Staten. Beit Ha’Chidush is geassocieerd lid van Liberal Judaism en werkt samen met het Nederlands Verbond voor Progressief Jodendom.
Beit Ha’Chidush is een democratische vereniging met een gekozen bestuur en algemene ledenvergaderingen, waar alle belangrijke beslissingen aan de leden worden voorgelegd. Beit Ha’Chidush is participatief: de leden worden aangemoedigd om actief deel te nemen aan alle activiteiten en krijgen ruimte eigen initiatieven te ontplooien. Het karakter van de diensten werd ook beschreven in Trouw in een artikel uit een serie waarbij 'tempels' in Nederland werden getest. 
Beit Ha'Chidush nam in 2005 rabbijn Elisa Klapheck in dienst, de eerste vrouwelijke rabbijn in Nederland, tot haar vertrek in 2009 naar Frankfurt. Sindsdien zijn Clary Rooda (destijds rabbijn in opleiding) en rabbijn Hannah Nathans in dienst geweest van Beit Ha'Chidush.  Sinds juni 2015 is Tamarah Benima de rabbijn.

## Activiteiten
De gemeente komt minimaal drie keer per maand en op de joodse feestdagen bijeen voor een dienst, sinds 1997 in de Uilenburger Synagoge te Amsterdam uit 1766. Beit Ha'Chidush gebruikt een eigen sidoer (gebedenboek), en een eigen Haggadah (de orde van dienst voor de Pesach viering). Een keer per maand is er voor leden een tish, een sjabbatviering onder leiding van de rabbijn bij leden thuis, waarbij samen wordt gegeten en steeds een ander onderwerp wordt besproken. 
Beit Ha'Chidush organiseert sinds 2004 jaarlijks een Pride Shabbat, een dienst op de eerste vrijdagavond van augustus (tenzij 1 augustus op een zaterdag valt, dan is de Pride Shabbat op de laatste vrijdagavond van juli). In 2010 had BHC een eigen boot bij de Canal Parade van de Amsterdam Gay Pride.
Voor zowel kinderen als volwassenen is er Joodse les. Kinderen kunnen deelnemen aan Ledor Wador (‘van generatie op generatie’), en voor volwassenen zijn er bijeenkomsten om te leren over diverse Joodse onderwerpen.